# Ramón González Barrón
Ramón González Barrón (Villanueva del Campo, 12 de agosto de 1897 - Villanueva del Campo, 30 de julio de 1987) fue un organista, compositor y maestro de capilla español.

## Vida
Ramón González Barrón nació en Villanueva del Campo, en la provincia de Zamora, y estudió en el seminario de León y en la Universidad Eclesiástica de Santiago de Compostela, graduándose en Teología. Se formó musicalmente en solfeo y piano con R. Coggiola, y en armonía y composición con M. Uriarte, y posteriormente en Madrid con Emilio Vega.
En 1921 consiguió el magisterio de la Catedral de Mondoñedo, en la que permaneció hasta 1926, fecha en la que se trasladó a Astorga. Permanecería en la Catedral de Astorga como organista y maestro de capilla por veinte años hasta que fue nombrado para el magisterio de la Catedral de Madrid en 1946, además de convertirse en el director diocesano de música.
González Barrón destacó como organizador y promotor, escribiendo, conferenciando y sirviendo de experto a varias comisiones litúrgicas nacionales e internacionales. Fue uno de los principales organizadores del V Congreso Nacional de Música Sagrada en 1954. En 1959 fundó la Agrupación Coral Nuestra Señora de la Almudena, con la que realizó numerosos conciertos.
Permanecería en su cargo en Madrid hasta su fallecimiento el 30 de agosto de 1987.

## Obra
Colaboró en numerosos artículos en las principales revistas de música españolas, sobre todo en Tesoro Sacro Musical, y en la revista Psalterium de Roma. Escribió Religiosidad y polifonía en la obra de Manuel de Falla.
No fue un compositor especialmente prolífico o celebrado, centrándose en su faceta de promoción de la música clásica y sacra. De estilo severo, se preocupaba por la pureza de la música de las iglesias. En la Catedral de Mondoñedo se conservan once composiciones, de las que destacan un Salve Regina (1921), a cuatro voces, y Monstra te esse Matrem (1925), a cuatro voces y orquesta.